# Zombies! Aliens! Vampires! Dinosaurs!

Zombies! Aliens! Vampires! Dinosaurs! est le premier album de Hellogoodbye. Il est sorti le 8 août 2006 sous le label Drive-Thru Records. Vendu à 40 057 exemplaires la première semaine, il a été no 13 des ventes aux États-Unis,.

## Titre
| #   | Titre                                      | Auteurs        | Temps |
| --- | ------------------------------------------ | -------------- | ----- |
| 1.  | All of Your Love                           | Kline          | 2:56  |
| 2.  | Here (In Your Arms)                        | Kline          | 4:00  |
| 3.  | All Time Lows                              | Kline          | 2:44  |
| 4.  | Stuck to You                               | Kline          | 2:44  |
| 5.  | Homewrecker                                | Kline          | 2:31  |
| 6.  | Oh, It Is Love                             | Kline          | 4:00  |
| 7.  | Baby, It's Fact                            | Kline          | 3:17  |
| 8.  | Figures A and B (Means You and Me)         | Kline, Kurvink | 2:21  |
| 9.  | I Saw It on Your Keyboard                  | Kline, Kurvink | 3:03  |
| 10. | Touchdown Turnaround (Don't Give Up on Me) | Kline, Kurvink | 2:30  |
| 11. | Two Weeks in Hawaii                        | Kline          | 4:51  |

Bonus Tracks UK
1. Baby It's a Fact (live from London)
2. All of Your Love (live from London)

Bonus Tracks Japonaise
1. Here (In Your Arms) (live at house of blues)
2. Homewrecker (live at house of blues)
3. Shimmy Shimmy Quarter Turn (de Hellogoodbye EP)

## Credits
- Jack Antonoff – Mandoline, guitare
- Stevie Blacke – Mandoline
- Marcus Cole – Basse
- Forrest Kline – Chant, guitare
- Jesse Kurvink – Claviers
- Matt Mahaffey – Batterie
- Chris Profeta – Batterie